# Ametista do Sul
Ametista do Sul est une municipalité brésilienne située dans l'État du Rio Grande do Sul.